# Dent Island
Dent Island est un îlot sub-antarctique néo-zélandais inhabité de 26 hectares des îles Campbell. Il s'agit d'un stack situé à trois kilomètres de l'île Campbell.
Ce rocher est surtout connu pour sa colonie de sarcelles de Campbell dont on pensait l'espèce éteinte depuis 100 ans quand l'on découvrit en 1975 que Dent Island abritait des spécimens de l'espèce. Là, l'oiseau n'est pas exposé à la prédation, contrairement à l'île Campbell qui a pendant longtemps été infestée de rats. Cependant, en raison de l'importante surface rocheuse de l'îlot, l'espace disponible pour les oiseaux y est très limité.
En 1984 a été lancé le programme de conservation des sarcelles de Campbell. Quatre oiseaux de l'îlot ont été transférés dans une réserve naturelle néo-zélandaise, le Mount Bruce Wildlife Centre. Un recensement mené en 1997 a montré que la population d'oiseaux y avait dangereusement diminué, seules trois sarcelles ayant été dénombrées.
Cependant, le programme de reproduction en captivité a bien fonctionné et des sarcelles de Campbell ont pu être réintroduites avec succès sur l'île de Campbell même.